# Telenomus rileyi
Telenomus rileyi är en stekelart som beskrevs av Howard 1889. Telenomus rileyi ingår i släktet Telenomus och familjen Scelionidae. Inga underarter finns listade i Catalogue of Life.